# Арнезано
Арнеза̀но (на италиански: Arnesano) е малко градче и община в Южна Италия, провинция Лече, регион Пулия. Разположено е на 32 m надморска височина. Населението на общината е 4036 души (към 2010 г.).